# ГЕС Ajaure
ГЕС Ajaure — гідроелектростанція у північній частині Швеції. Знаходячись між ГЕС Klippen (вище за течією) та ГЕС Gardikfors, входить до складу каскаду на одній з основних шведських річок Умеельвен, яка впадає в Ботнічну затоку Балтійського моря біля міста Умео.
За проектом долину річки перекрили кам'яно-накидною греблею з ядром із моренного ґрунту висотою 46 метрів та довжиною 522 метри, при цьому під час її будівництва воду відвели за допомогою тунелю довжиною 200 метрів. Через поступове просідання греблі (до 2001 року воно склало біля 0,5 метра) в 1989-му та 1993-му провели роботи з її підсилення, що також забезпечувало можливість нарощування висоти споруди у випадку необхідності. Гребля утримує водосховище з корисним об'ємом 209 млн м3 та можливістю коливання рівня поверхні між позначками 431 та 440,5 метри НРМ.
Облаштований у правобережному масиві підземний машинний зал обладнали однією турбіною типу Деріяз потужністю 86 МВт (максимальна — до 91,1 МВт), яка при напорі від 45,5 до 58 метрів забезпечує виробництво 330 млн кВт-год електроенергії на рік.
Відпрацьована вода прямує до озера Gardiken (частина верхньої течії Умеельвен) по відвідному тунелю довжиною 0,8 км, який переходить у відкритий канал довжиною 0,15 км. При високому рівні поверхні у Gardiken канал повністю зникає під водою.